# Vánky Kálmán
Vánky Kálmán (Székelyudvarhely, 1930. június 15. – Göteborg, 2021. október 18.) orvos, mikológus, üszöggomba specialista, mikrobiológus, az MTA tiszteletbeli tagja (2001).

## Életpályája
Az 1960-as évek elején ösztöndíjjal jött Magyarországra a Növénytár üszöggomba-gyűjteményének tanulmányozása céljából. 1961-ben szerezte meg orvosi diplomáját, 1969-től Svédországban élt, ahol 1970-től 1986-ig a svédországi Gagnef községben dolgozott, mint családorvos. Munkája közben folytatta üszöggomba kutatási hobbiját is, miközben saját gyűjtéssel és részben cserével lassan felépítette a világ legnagyobb üszöggomba-gyűjteményét, melyhez gyűjtéseit Afrika, Ázsia, Észak-, Közép- és Dél-Amerika számos országában végezte.
1985-ben az Uppsalai Egyetemen doktorált, „Carpathian Ustilaginales” című munkáját a Symbolae Botanicae Upsalienses-ben az Acta Universitatis Upsaliensis Kiadó tette közzé.
1986-tól Németországban élt, ahol megújuló ösztöndíjakat kapott a Tübingeni Egyetem Botanikai és Mikológiai Speciális Osztályának Botanikai Intézetében, ahol az üszöggombák taxonómiai vizsgálataival foglalkozott. Itt élt egészen 1995-ben való nyugdíjazásáig, majd a 2014-es visszavonulásáig saját laboratóriumában dolgozott. Nemzetközileg elismert üszöggomba kutató, a Tübingeni Egyetem nyugalmazott vendégprofesszora volt.
Vánky Kálmán közleményeiben megőrizte a nevének magyar írásmódját: minden publikációjában következetesen „á” betűket alkalmazott. Vallomása szerint: "A szívem, az erdélyi. Most már több mint negyven éve eljöttem Erdélyből, de az ékezet nem kopott le a nevemről. Úgy érzem, hogy az üszöggombák terén elért eredményeim azt is mutatják, hogy a magyarok tudnak kiváló dolgokat csinálni, mert sokszor nem azt mondják, hogy Vánky ezt vagy azt csinálta, hanem hogy egy magyar ezt vagy azt csinálta."

## Munkássága
2001-ben tudományos tevékenységéért az MTA tiszteleti tagjának választották. 2012-ben a László Kálmán Gombászegyesület (LKG) Erdélyben Pázmány Dénes díjjal jutalmazta. 2014-ben Arany János emlékéremmel tüntették ki, majd 2021. január 13-án a Magyar Érdemrend tisztikeresztjét is megkapta, az üszöggombák kutatásában nemzetközi szinten elért kiemelkedő eredményeinek elismeréseként.
Kutatói tevékenységének 60 éve alatt az üszöggombák több mint 400 új faját azonosította, 46 új genus-t írt le, köztük 12 új üszöggomba családot több, mint 220 tudományos közleményben.
Az általa létrehozott magánherbárium: a Vánky Üszöggomba Herbárium (Herbarium Ustilaginales Vánky, HUV), a legmodernebb és legnagyobb üszöggomba gyűjtemény, mely több mint 22.000 tételből áll. 2013.
augusztusában Ausztráliában, Brisbane-ben (‘BRIP’)  került sor a herbárium (HUV) megnyugtató elhelyezésére. A gyűjtemény 2013 júniusában 22 050 mintát tartalmazott. Széleskörű nemzetközi elismertségét két különleges monográfia is jelzi:
- Vánky, K. (1994): European smut fungi. ISBN 3437307452 pp. 570. Gustav Fischer Verlag, Stuttgart, Germany
- Vánky, K. (2012): Smut Fungi of the World. ISBN 978-0-89054-398-6. Pp. xvii. +1458, figs 650, micrographs 2800. St Paul, MN: APS Press.

## Szakterületei
- mikológia
- mikrobiológia
- botanika
- orvosi dermatológia

## Tagságai
- A Biológiai Tudományok Osztályának tagja 2011. január 1-től 2021. október 12-ig.

## Díjai, elismerései
- Pázmány Dénes-díj: 2012
- Arany János-érem: 2014 (MTA Magyar Tudományosság Külföldön Elnöki Bizottság)
- Magyar Érdemrend tisztikeresztje: 2021. január 13.[6]
- Tiszteletére két új üszöggomba nemzetséget, a Vankya Ershad (Urocystidaceae, 2000, típusfaj: Vankya ornithogali /Schmidt et Kunze/Ershad) és a Kalmanago Denchev, T. Denchev, Kemler & Begerow (Microbotryaceae, 2020, típusfaj: Kalmanago commelinae /Kom./ Denchev, T. Denchev, Kemler & Begerow) nevezték el. Utóbbit a „Kalman” Vánky keresztnevéből és az „Ustil-ago” összevonásával alkották. Néhány új (üszög-, sőt rozsdagomba) faj is őrzi nevét: az Orphanomyces vankyi Savile (Anthraconideaceae, 1974), az Anthracoidea vankyi Nannfeldt (Anthraconideaceae, 1977), az Uromyces vankyorum R. Berndt (Pucciniaceae, 2002), a Tilletia vankyi Carris & Castlebury (Tilletiaceae, 2007), a Macalpinomyces vankyi Y.M. Li, R.G. Shivas, McTaggart & L. Cai (Ustilaginaceae, 2017).[5]